# Stjernekamera
Et stjernekamera er et instrument, som bestemmer den inertielle pegeretning af den platform, hvorpå det er monteret. Det vel nok bedst kendte eksempel herpå er DTUs Advanced Stellar Compass, som eksempelvis er monteret på Ørsted-satellitten.
Stjernekameraet hedder også et 'stjernekompas', og består af to dele; et digitalkamera, der optager billeder af stjernehimmelen, og en computer, der sammenligner billederne med et bibliotek af stjernekort. I stedet for et råt billede, afleverer instrumentet koordinaterne.
Et særligt strålingshærdet stjernekamera blev brugt til den europæiske SMART-1 månesonde, der tilbragte måneder i Van Allen-bælterne. Massivt guld indkapslede de følsomme dele. Succesen fik NASA til at vælge et tilsvarende til jupitersonden Juno, der blev op sendt d. 5. august 2011. Jupiters strålingsbælter er de kraftigste i Solsystemet, så instrumentet er kraftigere beskyttet.    